# Deutsche Leichtathletik-Hallenmeisterschaften 2018
Die 65. Deutschen Leichtathletik-Hallenmeisterschaften fanden am 17. und 18. Februar 2018 in Dortmund in der Helmut-Körnig-Halle statt. Es handelte sich um die elften deutschen Meisterschaften in dieser Halle. Von Bedeutung waren diese Hallenmeisterschaften für die Sportler auch, um sich für die Teilnahme an den Hallenweltmeisterschaften 2018 in Birmingham (Großbritannien) zu qualifizieren.

## Ausgelagerte Wettbewerbe
Aus zeitlichen oder organisatorischen Gründen wurden verschiedene Wettbewerbe nicht im Rahmen dieser Veranstaltung ausgetragen. Im Jahr 2018 waren dies:
- 3-mal-800-Meter-Staffel: 25. Februar in der Sporthalle Brandberge in Halle (Saale)
- 3-mal-1000-Meter-Staffel: 25. Februar in der Sporthalle Brandberge in Halle (Saale)
- 3000-Meter-Bahngehen: 2. März in der Leichtathletikhalle Erfurt
- 5000-Meter-Bahngehen: 2. März in der Leichtathletikhalle Erfurt

Mangels Ausrichter fanden die Mehrkampfwettbewerbe (Fünf- bzw. Siebenkampf) in diesem Jahr nicht statt.

## Medaillengewinner

### Männer
| Disziplin          | Gold                                                              | Leistung     | Silber                                                                | Leistung     | Bronze                                                                 | Leistung     |
| ------------------ | ----------------------------------------------------------------- | ------------ | --------------------------------------------------------------------- | ------------ | ---------------------------------------------------------------------- | ------------ |
| 60 m               | Julian Reus (Erfurter LAC)                                        | 6,61 s       | Michael Pohl (Sprintteam Wetzlar)                                     | 6,63 s       | Thanusanth Balasubramaniam (LAZ Saarbrücken)                           | 6,67 s       |
| 200 m              | Steven Müller (LG OVAG Friedberg-Fauerbach)                       | 21,05 s      | Maurice Huke (TV Wattenscheid 01)                                     | 21,07 s      | Raphael Müller (VfB Stuttgart)                                         | 21,54 s      |
| 400 m              | Thomas Schneider (TSV Bayer 04 Leverkusen)                        | 47,80 s      | Torben Junker (LG Olympia Dortmund)                                   | 47,92 s      | Fabian Dammermann (LG Osnabrück)                                       | 48,55 s      |
| 800 m              | Marc Reuther (Wiesbadener LV)                                     | 1:48,39 min  | Dennis Biederbick (Wiesbadener LV)                                    | 1:49,44 min  | Constantin Schulz (LC Cottbus)                                         | 1:49,48 min  |
| 1500 m             | Sebastian Keiner (Erfurter LAC)                                   | 3:50,12 min  | Martin Sperlich (VfB LC Friedrichshafen)                              | 3:50,32 min  | Marvin Heinrich (Wiesbadener LV)                                       | 3:50,34 min  |
| 3000 m             | Richard Ringer (VfB LC Friedrichshafen)                           | 8:10,14 min  | Clemens Bleistein (LG Stadtwerke München)                             | 8:10,23 min  | Timo Benitz (LG farbtex Nordschwarzwald)                               | 8:12,68 min  |
| 5000 m Bahngehen   | Nils Brembach (SC Potsdam)                                        | 19:10,13 min | Andreas Janker (LG Röthenbach/Pegnitz)                                | 20:56,83 min | Steffen Borsch (SV Halle)                                              | 21:40,09 min |
| 60 m Hürden        | Erik Balnuweit (TV Wattenscheid 01)                               | 7,65 s       | Maximilian Bayer (MTV Ingolstadt)                                     | 7,84 s       | Patrick Elger (LAC Erdgas Chemnitz)                                    | 7,91 s       |
| 4 × 200 m Staffel  | LG Rhein-WiedKai Kazmirek Pascal Kirstges Daniel Roos Darius Mann | 1:26,90 min  | SC MagdeburgThomas Barthel Till Helbig Moritz Andrä Marvin Lee Kühnen | 1:27,68 min  | LT DSHS KölnDennis Horn Marc van Rechtern Philip Blümel Michel Richert | 1:29,56 min  |
| 3 × 1000 m Staffel | StG Erfurt-JenaTim Stegemann Philipp Reinhardt Sebastian Keiner   | 7:23,39 min  | LG farbtex NordschwarzwaldTimo Benitz Denis Bäuerle Hendrik Engel     | 7:24,60 min  | LG Region KarlsruheChristoph Kessler Holger Körner Christoph Uhl       | 7:25,89 min  |
| Hochsprung         | Mateusz Przybylko (TSV Bayer 04 Leverkusen)                       | 2,30 m       | Martin Günther (VfB Stuttgart)                                        | 2,18 m       | Bastian Rudolf (Dresdner SC)                                           | 2,18 m       |
| Stabhochsprung     | Raphael Holzdeppe (LAZ Zweibrücken)                               | 5,68 m       | Karsten Dilla (TSV Bayer 04 Leverkusen)                               | 5,58 m       | Gordon Porsch (LG OVAG Friedberg-Fauerbach)                            | 5,58 m       |
| Weitsprung         | Julian Howard (LG Region Karlsruhe)                               | 7,74 m       | Ituah Enahoro (LAV Bayer Uerdingen/Dormagen)                          | 7,50 m       | Kai Kazmirek (LG Rhein-Wied)                                           | 7,47 m       |
| Dreisprung         | Max Heß (LAC Erdgas Chemnitz)                                     | 16,84 m      | Benjamin Bauer (LAC Erdgas Chemnitz)                                  | 15,82 m      | David Kirch (LG Stadtwerke München)                                    | 15,62 m      |
| Kugelstoßen        | David Storl (SC DHfK Leipzig)                                     | 21,19 m      | Tobias Dahm (VfL Sindelfingen)                                        | 19,57 m      | Dennis Lewke (SC Magdeburg)                                            | 19,41 m      |

### Frauen
| Disziplin         | Gold                                                                                             | Leistung       | Silber                                                                         | Leistung     | Bronze                                                      | Leistung                            |
| ----------------- | ------------------------------------------------------------------------------------------------ | -------------- | ------------------------------------------------------------------------------ | ------------ | ----------------------------------------------------------- | ----------------------------------- |
| 60 m              | Tatjana Pinto (LC Paderborn)                                                                     | 7,06 s         | Keshia Kwadwo (TV Wattenscheid 01)                                             | 7,36 s       | Lisa Nippgen (LAZ Ludwigsburg)                              | 7,40 s                              |
| 200 m             | Tatjana Pinto (LC Paderborn)                                                                     | 23,19 s        | Lisa Nippgen (LAZ Ludwigsburg)                                                 | 23,93 s      | Jessica-Bianca Wessolly (MTG Mannheim)                      | 24,09 s                             |
| 400 m             | Nadine Gonska (MTG Mannheim)                                                                     | 52,84 s        | Alena Gerken (SCC Berlin)                                                      | 54,26 s      | Svea Köhrbrück (SCC Berlin)                                 | 54,72 s                             |
| 800 m             | Christina Hering (LG Stadtwerke München)                                                         | 2:06,93 min    | Tanja Spill (LAV Bayer Uerdingen/Dormagen)                                     | 2:07,07 min  | Jana Reinert (LG Region Karlsruhe)                          | 2:07,49 min                         |
| 1500 m            | Diana Sujew (LG Eintracht Frankfurt)                                                             | 4:30,54 min    | Hanna Klein (SG Schorndorf)                                                    | 4:31,07 min  | Vera Hoffmann (ASV Köln)                                    | 4:31,41 min                         |
| 3000 m            | Konstanze Klosterhalfen (TSV Bayer 04 Leverkusen)                                                | 8:36,01 min DR | Gesa Felicitas Krause (Silvesterlauf Trier)                                    | 8:54,08 min  | Caterina Granz (LG Nord Berlin)                             | 8:56,29 min                         |
| 3000 m Bahngehen  | Teresa Zurek (SC Potsdam)                                                                        | 12:43,38 min   | Saskia Feige (SC Potsdam)                                                      | 12:50,99 min | (Nur zwei Teilnehmerinnen am Start)                         | (Nur zwei Teilnehmerinnen am Start) |
| 60 m Hürden       | Cindy Roleder (SV Halle)                                                                         | 7,84 s         | Pamela Dutkiewicz (TV Wattenscheid 01)                                         | 7,89 s       | Franziska Hofmann (LAC Erdgas Chemnitz)                     | 8,15 s                              |
| 4 × 200 m Staffel | TV Wattenscheid 01Keshia Beverly Kwadwo Pamela Dutkiewicz Monika Zapalska Maike Schachtschneider | 1:35,30 min    | MTG MannheimNadine Gonska Jessica-Bianca Wessolly Ricarda Lobe Katrin Wallmann | 1:35,42 min  | LC PaderbornTatjana Pinto Alina Kuß Janina Kölsch Ina Thimm | 1:37,23 min                         |
| 3 × 800 m Staffel | TSV Bayer 04 LeverkusenRebekka Ackers Denise Krebs Sarah Schmidt                                 | 6:26,27 min    | SG SchorndorfGina Daubenfeld Anna Karina Becker Hanna Klein                    | 6:28,73 min  | LG Nord BerlinIsabella Kuhn Caterina Granz Martha Sauter    | 6:29,54 min                         |
| Hochsprung        | Marie-Laurence Jungfleisch (VfB Stuttgart)                                                       | 1,83 m         | –                                                                              | –            | Leonie Reuter (LG Nord Berlin)                              | 1,83 m                              |
| Hochsprung        | Katarina Mögenburg (TSV Bayer 04 Leverkusen)                                                     | 1,83 m         | –                                                                              | –            | Leonie Reuter (LG Nord Berlin)                              | 1,83 m                              |
| Stabhochsprung    | Katharina Bauer (TSV Bayer 04 Leverkusen)                                                        | 4,51 m         | Lisa Ryzih (ABC Ludwigshafen)                                                  | 4,46 m       | Friedelinde Petershofen (SC Potsdam)                        | 4,41 m                              |
| Weitsprung        | Malaika Mihambo (LG Kurpfalz)                                                                    | 6,68 m         | Nadja Käther (Hamburger SV)                                                    | 6,49 m       | Melanie Bauschke (LAC Olympia 88 Berlin)                    | 6,44 m                              |
| Dreisprung        | Neele Eckhardt (LG Göttingen)                                                                    | 14,13 m        | Jessie Maduka (ART Düsseldorf)                                                 | 13,81 m      | Birte Damerius (TSV Rudow 1888)                             | 13,19 m                             |
| Kugelstoßen       | Alina Kenzel (VfL Waiblingen)                                                                    | 17,37 m        | Lena Urbaniak (LG Filstal)                                                     | 16,82 m      | Josephine Terlecki (SV Halle)                               | 16,67 m                             |